# كاتي لوكاس
كاتي لوكاس (بالإنجليزية: Katie Lucas)‏ هي كاتبة سيناريو وممثلة أمريكية، ولدت في 13 أبريل 1988.

## وصلات خارجية
- كاتي لوكاس على موقع IMDb (الإنجليزية)
- كاتي لوكاس على موقع قاعدة بيانات الفيلم (الإنجليزية)